# Цаупа ди Сото (Виченца)
Цаупа ди Сото је насеље у Италији у округу Виченца, региону Венето.
Према процени из 2011. у насељу је живело 31 становника. Насеље се налази на надморској висини од 367 м.